# Botia
Botia – rodzaj ryb karpiokształtnych z rodziny Botiidae, wcześniej klasyfikowanej w randze podrodziny Botiinae w piskorzowatych. Większość gatunków spotykana jest w hodowlach akwariowych. Wcześniej do tego rodzaju zaliczano wiele innych gatunków określanych w języku polskim nazwą bocja lub ślizik.

## Klasyfikacja
Gatunki zaliczane do tego rodzaju:
- Botia almorhae
- Botia birdi
- Botia dario – bocja zielonopręga[4]
- Botia histrionica
- Botia kubotai
- Botia lohachata – bocja siatkowana[5]
- Botia rostrata
- Botia striata – bocja pręgowana[5]
- Botia udomritthiruji

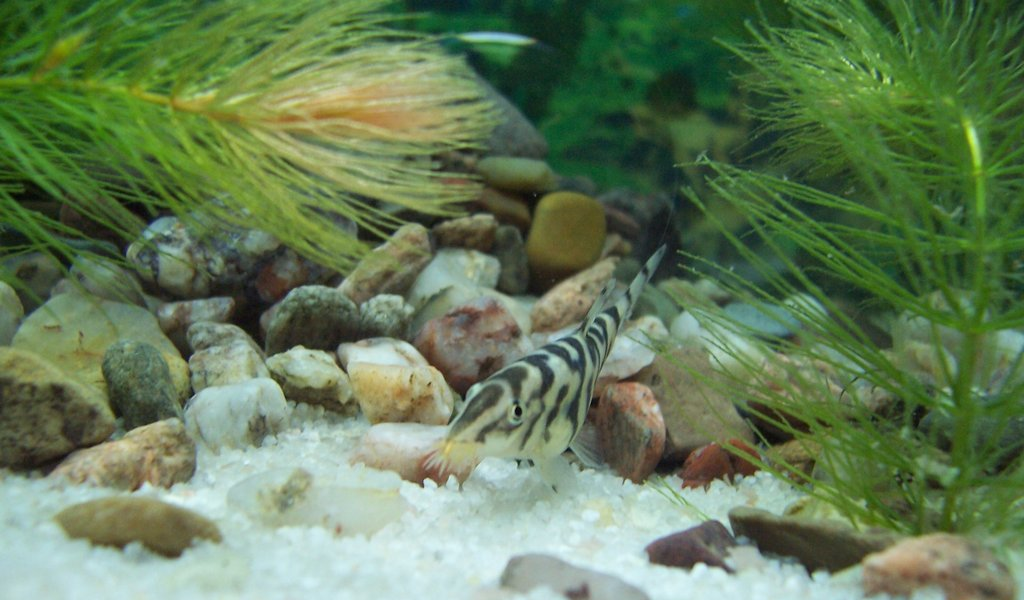
Botia almorhae
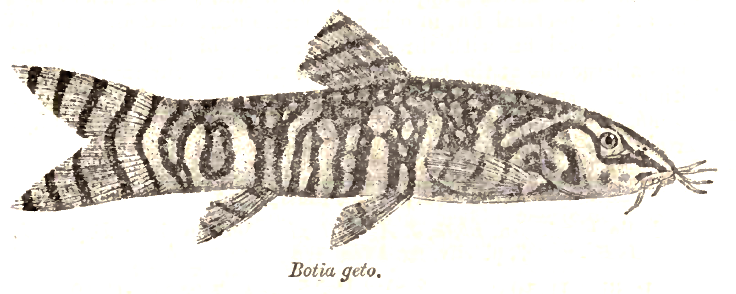
Botia dario
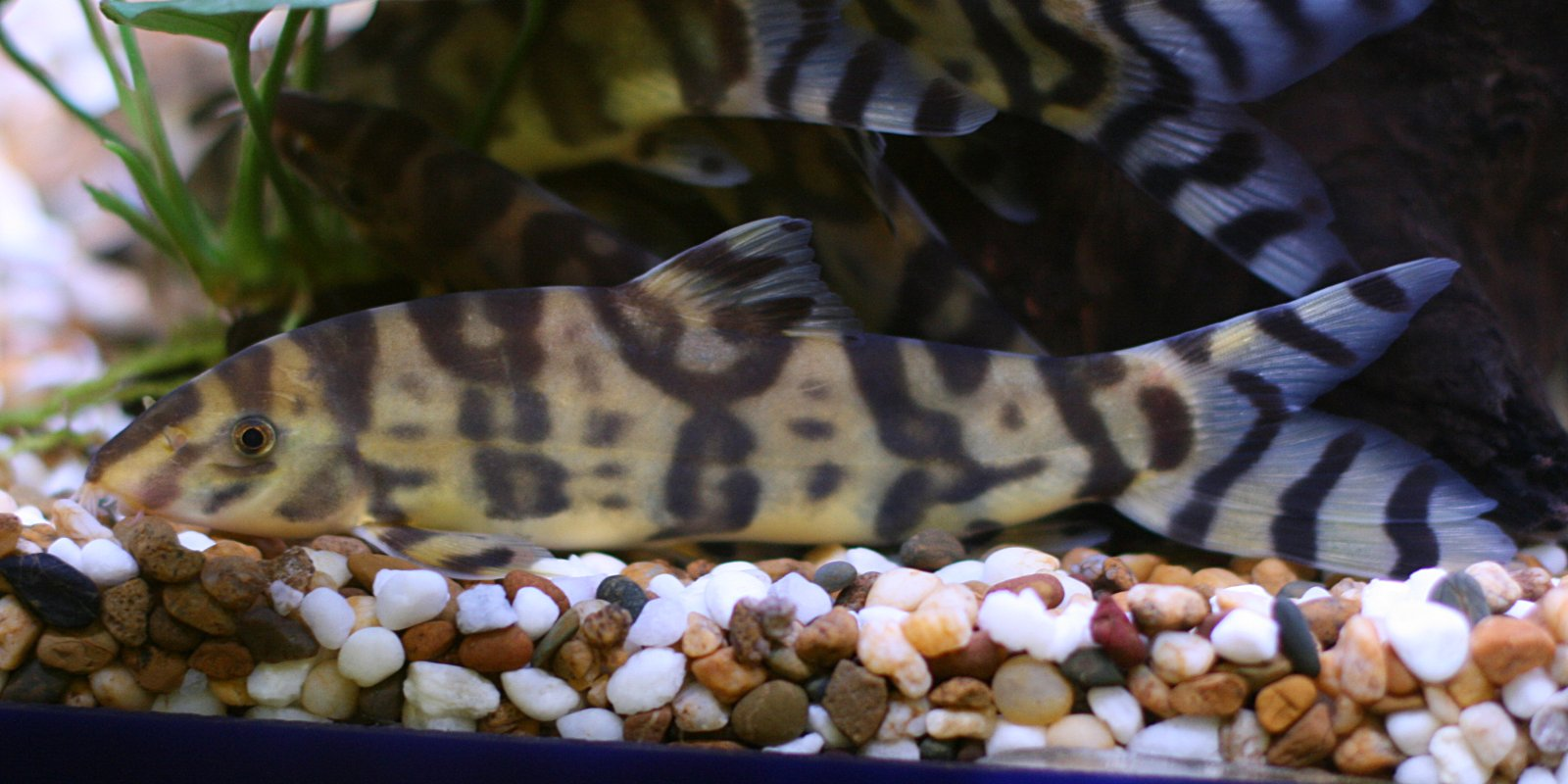
Botia histrionica
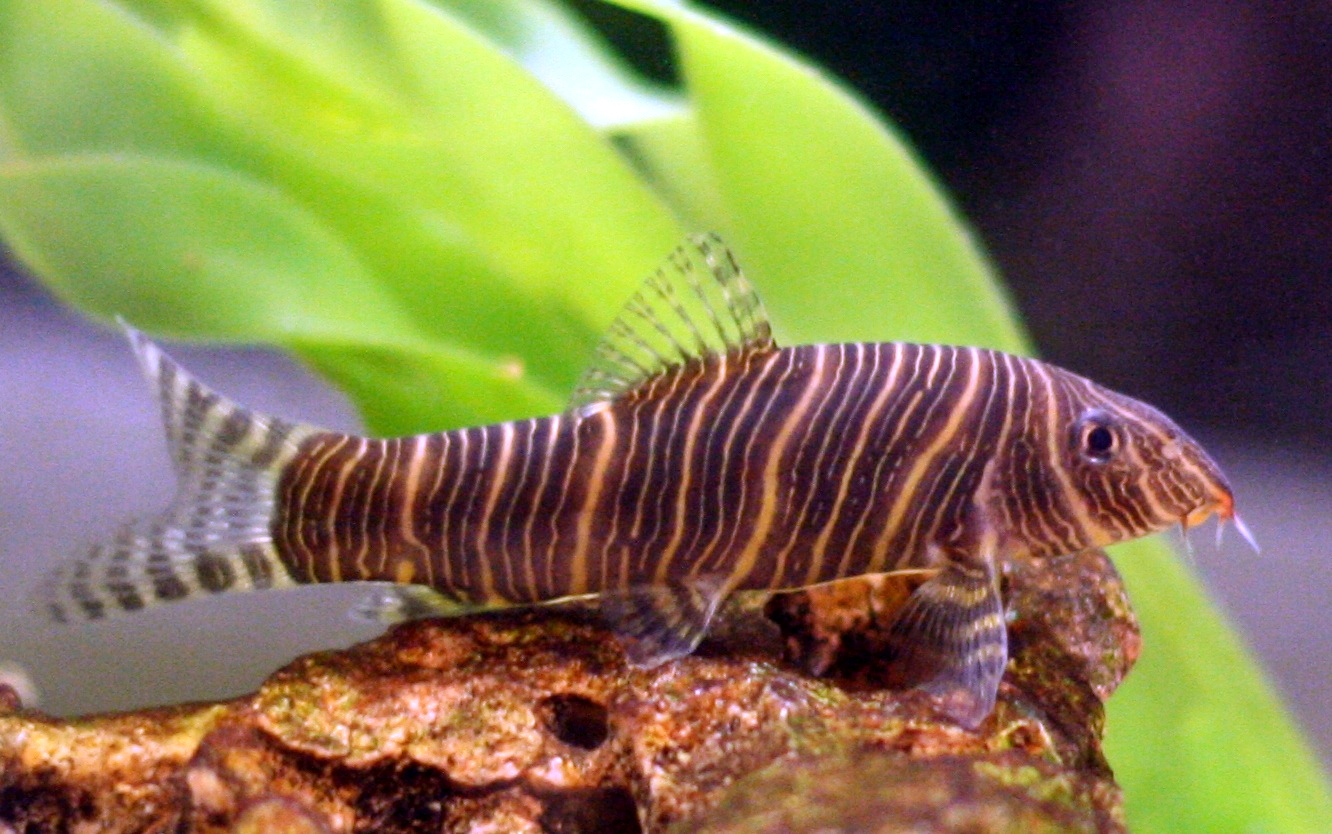
Botia striata
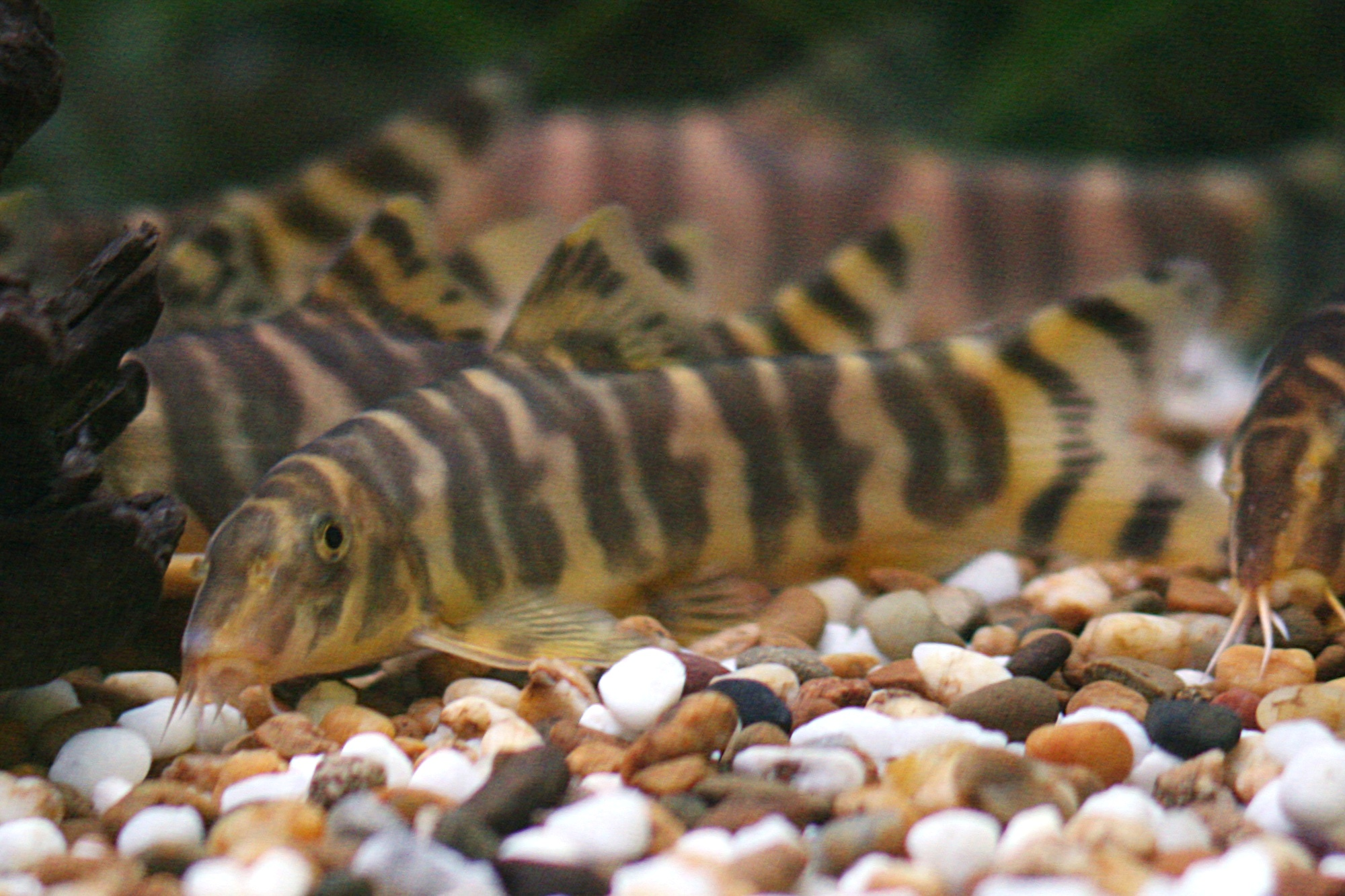
Botia udomritthiruji